# Bab Agnau
Bab Agnau (arabsko باب اكناو, berbersko ⵜⴰⵡⵓⵔⵜ ⴰⴳⵏⴰⵡ) so ena od najbolj znanih mestnih vrat Marakeša, Maroko. Njihovo gradnjo se pripisuje almohadskemu kalifu Abu Jusufu Jakubu al-Mansurju. Dokončana so bila okoli leta 1188. ali 1190.
Vrata so bila glavni javni vhod v kraljevo kazbo (citadelo) v južnem delu marakeške medine. V kazbi, ki jo je zgradil Jakub al-Mansur, so mošeja el-Mansur (ali mošeja Kazba), Saadijske grobnice, palača El Badi in glavna kraljeva palača (Dar al-Mahzen).

## Etimologija
Beseda bab (arabsko باب) v arabščini pomeni vhod ali vrata. Beseda agnau naj bi bila berberskega izvora in imela več zgodovinskih pomenov, vključno z nemimi osebami in kasneje s črnci (Gnava). Natančna konotacija, ki jo je imela v zvezi z vrati, še vedno ni jasna. Ime bi se dobesedno lahko prevedlo tudi kot "ovca brez rogov". Morebitno povezavo z Gnavo bi lahko razložili z dejstvom, da so vrata v južnem delu mesta in so delno obrnjena proti jugu, torej stran od berberske Severne Afrike  proti črni  podsaharski Afriki.
Vrata so imenovali tudi Bab al-Qasr (Vrata palače) in Bab al-Kuhl (Vrata kajala).

## Opis
Vrata so tik znotraj obzidja glavne mestne medine na severozahodnem vogalu kazbe. Njihova funkcija je bila predvsem dekorativna, saj so že znotraj mestnega obzidja. Vrata sta kljub temu prvotno obdajala dva bastijona, okronana s cinami, prehod v notranjost pa je bil prelomljen, se pravi da se je pred izhodom obrnil za 90 stopinj.  Nad vrati je terasa, do katere vodi notranje stopnišče. Zasnova vrat je podobna zasnovam drugih mestnih vrat, na primer Bab er-Rouah v Rabatu. Bočnih stolpov in pokrite veže ni več, obok vrat pa je delno zapolnjen z manjšim in preprostejšim opečnim lokom. Zmanjšanje oboka je najverjetneje iz časa alavitskega sultana Sidija Mohameda ibn Abdalaha, ki je izvedel številna dela na območju kazbe. Sedanje majhno odprto dvorišče za vrati je bilo zgrajeno kasneje.
Vrata so ohranila svojo bogato kamnito izklesano okrasje iz obdobja Almohadov, ki je spet primerljivo z vrati Bab er-Rouah in Bab Oudaia v Rabatu. Fasada je zgrajena iz peščenjaka, verjetno iz kamnolomov na območju Gueliza blizu Marakeša.
Kamnite dele je načel čas, predvsem nekaj zgornjega okrasja. Razpadanje se pripisuje predvsem prisotnosti topnih soli v malti, zlasti kloridov in sulfatov. Na stanje vpliva tudi onesnaženost zraka.